# Douglas Jackman
Sir Harold Douglas Jackman, KBE, CB (* 26. Oktober 1902; † 15. Juni 1991) war ein britischer Generalleutnant (Air Marshal) der Royal Air Force (RAF), der zuletzt von 1958 bis 1961 Kommandierender General des Luftwaffeninstandhaltungskommandos (RAF Maintenance Command) war.

## Leben

### Ausbildung zum Luftwaffenoffizier und Zweiter Weltkrieg
Jackman absolvierte eine Ausbildung zum Luftwaffenoffizier und wurde nach deren Abschluss am 9. Oktober 1926 als Leutnant (Pilot Officer) als Berufssoldat (Permanent Commission) in die Royal Air Force übernommen. Zunächst war er Logistikoffizier auf dem Militärflugplatz RAF Cranwell und danach ab dem 1. Mai 1927 Logistikoffizier beim No. 4 Squadron RAF, ehe er nach seiner Beförderung zum Oberleutnant (Flying Officer) am 9. Oktober 1927 am 1. November 1927 als Logistikoffizier zur No. 13 Squadron RAF wechselte. Nach einer Verwendung vom 9. Januar 1931 bis zum 19. Januar 1931 als Logistikoffizier bei der No. 55 Squadron RAF wurde er Logistikoffizier auf dem Luftwaffenstützpunkt RAF Boscombe Down und danach am 14. April 1934 Logistikoffizier im Luftwaffendepot im Mittleren Osten (RAF Middle East), wo er am 1. August 1934 auch zum Hauptmann (Flight Lieutenant) befördert wurde.
Am 1. November 1938 übernahm Jackman auf RAF Middle East den Posten als Ausrüstungsoffizier und erhielt dort am 1. Dezember 1938 seine Beförderung zum Major (Squadron Leader). Im Anschluss wurde er während des Zweiten Weltkrieges dort am 16. März 1940 Stabsoffizier für Verwaltung (Administrative Staff Officer) und wurde in dieser Verwendung am 24. September 1941, am 11. Juni 1942 sowie am 1. Januar 1943 drei Mal im Kriegsbericht erwähnt (Mentioned in dispatches). Darüber hinaus wurde er am 17. September 1943 Commander des Order of the British Empire (CBE). Danach übernahm er am 1. Januar 1944 zunächst den Posten als stellvertretender Stabsoffizier für Verwaltung AOA (Air Officer in charge of Administration) im Hauptquartier der Alliierten Luftstreitkräfte im Mittelmeerraum MAAF (Mediterranean Allied Air Forces) sowie nach seiner Beförderung zum Oberstleutnant (Wing Commander) am 1. Juni 1944 als AOA im Hauptquartier der Luftstreitkräfte auf dem Balkan (Balkan Air Force).

### Nachkriegszeit und Aufstieg zum Air Marshal
Nach Kriegsende wechselte Jackman 1946 in den Luftwaffenstab (Air Staff) und war dort zunächst Referatsleiter für Truppenbewegungen. In dieser Zeit wurde er am 1. Januar 1946 Companion des Order of the Bath (CB) und erhielt ferner am 3. Mai 1946 das griechische Luftwaffenkreuz sowie am 6. September 1946 auch den Titel eines Kommandeurs des griechischen Orden Georgs I. Des Weiteren wurde er am 1. Oktober 1946 zum Oberst (Group Captain) sowie am 1. Juli 1948 auch zum Brigadegeneral (Air Commodore) befördert. Als solcher übernahm er am 10. Januar 1949 den Posten als Referatsleiter für Organisationsvorhersagen und -planung im Luftwaffenstab.
Am 10. Juni 1952 übernahm Jackman von Air Vice Marshal Leslie Bates den Posten als Kommandeur AOC (Air Officer Commanding) der No. 40 (Maintenance) Group und bekleidete diesen bis zum 17. August 1955, woraufhin Air Commodore Geoffrey Worthington die Nachfolge antrat. Während dieser Zeit wurde er am 1. Juli 1953 auch zum Generalmajor (Air Vice Marshal) befördert. Er selbst übernahm daraufhin am 25. August 1955 den Posten als Leiter der Stabsabteilung Ausrüstung im Luftwaffenstab, die er bis zum 5. Mai 1958 innehatte.
Zuletzt löste Jackman am 5. Mai 1958 Air Marshal Richard Jordan als Kommandierender General AOC-in-C (Air Officer Commander-in-Chief) des Luftwaffeninstandhaltungskommandos (RAF Maintenance Command) ab. In dieser Verwendung erfolgte am 1. Juli 1958 seine Beförderung zum Generalleutnant (Air Marshal). Darüber hinaus wurde er 1. Januar 1959 zum Knight Commander des Order of the British Empire (KBE) geschlagen und führte daraufhin den Namenszusatz „Sir“. Am 1. März 1961 wurde er durch Generalmajor Leslie Dalton-Morris als Kommandierender General des Luftwaffeninstandhaltungskommandos abgelöst und trat am 29. März 1961 in den Ruhestand.